# Живые инородные тела
Живые инородные тела — живые организмы (насекомые, клещи и др.), заползающие в уши или в нос

## Органы слуха
В уши могут вползать тараканы, мухи, мошки (могут вызывать симулидотоксикоз), клопы (укусы которых вызывают хемиптероз), жуки (могут вызывают кантариаз) и другие насекомые, а также клещи (отоакариаз), и даже улитки.
Живые инородные тела помимо чувства заложенности уха и понижения слуха сопровождаются болевыми ощущениями и грохотом в ухе от движений какого-то насекомого по барабанной перепонке. 
Лечение осуществляет оториноларинголог. Показано вливание в ухо тёплого глицерина или любого жидкого масла, что приводит к гибели насекомого и прекращению неприятных для больного ощущений при его движении. Промывание противопоказано при наличии перфорации (особенно сухой) барабанной перепонки.

## Органы дыхания
В носовой полости могут паразитировать пиявки, личинки мух (см. Назальный миаз), гельминты (см. Гельминтозы).
Аскариды попадают в верхние дыхательные пути из пищеварительного тракта при рвоте или заползают туда самостоятельно. При этом больные жалуются на головную боль, неприятные ощущения в носу. При передвижении и манипуляциях аскариды могут попасть в пазухи носа, гортань, трахею и вызвать асфиксию, смертельный исход. Аскарид из полости носа извлекают с помощью пинцета (см. Аскаридоз).
Остриц, попавших в полость носа из желудка, уничтожают путём смазывания слизистой оболочки полости носа ментоловым маслом, после чего извлекают пинцетом (см. Энтеробиоз).
Пиявки попадают в носовую полость при питье воды, купании. Паразитирование пиявки в полости носа сопровождается кровотечением, затруднением носового дыхания, зудом. Пиявку извлекают, захватывая пинцетом (см. Гирудиноз).
Пиявки могут паразитировать и в глотке — в верхних дыхательных путях. 
С воздухом в лёгкие могут попадать клещи, вызывая легочный акариаз, зародыши эхинококка (см. Эхинококкоз), споры грибов (см. Микозы), бактерии и т. д. Попавшие с пылью в лёгкие клещи могут повреждать ткани ферментами и коготками, а также сенсибилизировать организм аллергенами, но через некоторое время погибают.

## Орган зрения
Насекомые (мошки и др.), личинки мух (см. Офтальмомиаз), гельминты (см. Дирофиляриоз, Онхоцеркоз и др.) и клещи (см. Офтальмоакариаз) могут попадать в глаз.

## Раны
Муравьи и личинки мух могут вползать в раны (См. Личинкотерапия).

## Органы пищеварения
Многоножки могут вползать в уши и в нос, а также в желудочно-кишечный тракт с плохо промытыми продуктами, например, с яблоками (см. Myriapodiasis).
Жуки и их личинки могут попадать в организм не только с пищей, но и активно вползать в кишечник (см. Скарабиаз). 
Случайный ложный паразитизм в кишечнике могут вызывать личинки мух (см. Кишечный миаз), клещи (см. Кишечный акариаз), некоторые простейшие, даже улитки.